# 安妮·布鲁内尔
安妮·布鲁内尔（英語：Anne Brunell，1970年7月13日—），旧姓柯里（Currie），澳大利亚女子游泳运动员。她曾代表澳大利亚参加1984年和1992年夏季残疾人奥林匹克运动会游泳比赛，获得三枚金牌和二枚铜牌。